# Rieks de Haas
Theodoricus (Rieks) de Haas (Groningen, 2 september 1902 – Groningen 6 januari 1976) was een Nederlands voetballer.

## Clubvoetbal
De Haas debuteerde drie weken na zijn 17e verjaardag voor Be Quick in de uitwedstrijd tegen WVV 1896 op 22 september 1918. Zijn laatste wedstrijd voor de withemden speelde hij op 31 oktober 1926 uit tegen GVV. Hij liep een ernstige knieblessure op door op een ongelukkige wijze uit te glijden. De volgende twee seizoenen kon hij hierdoor niet veel meer voetballen. Af en toe deed hij nog mee met het elftal van de Nederlandse Corinthians. Vanaf het seizoen 1929/1930 tot en met 1933/1934 voetbalde De Haas bij Forward in de tweede klasse, waarna hij in de zomer van 1934 weer bij Be Quick terugkeerde waar hij tot en met 1944 in de lagere elftallen bleef voetballen. In het seizoen 1925/1926 kende zijn scoringsdrift geen grenzen. Aan het einde van het seizoen stonden er bijna 70 goals op de teller gerekend over alle officiële wedstrijden.

## Vertegenwoordigend voetbal
Op 25 november 1923 maakte hij zijn debuut voor het Nederlands elftal, in een met 4-1 gewonnen wedstrijd tegen Zwitserland. In totaal speelde hij tussen 1923 en 1926 vier interlands. Op 29 maart 1925 scoorde hij zijn enige doelpunt voor Nederland, in een interland tegen Duitsland.
De Haas heeft vele malen in het noordelijk elftal gespeeld, waaronder zeven maal in de semi-interland tegen Noord-Duitsland.
In 1923 en 1924 speelde Rieks drie maal mee met De Zwaluwen

## Bijzonderheden
Ruim voor de Tweede Wereldoorlog meldde De Haas zich reeds aan bij de NSB. In de oorlog had hij onder grote druk van Robert Lehnhoff op 14 februari 1945 op de Vismarkt verzetsman Johan Helmig aan moeten wijzen aan de SD. Helmig is hierop op 8 april 1945 doodgeschoten in de boshut te Anloo. Na de oorlog kreeg De Haas na beroep twaalf jaar gevangenisstraf opgelegd, nadat de doodstraf was geëist en aanvankelijk een straf van 18 jaar was opgelegd. Door Be Quick en de KNVB werd hij voor het leven geroyeerd.
Tijdens de procedure kwamen enige van zijn oude ploeggenoten voor hem op. Zo getuigde de toenmalige voorzitter van Be Quick Evert Jan Bulder dat De Haas hem en anderen juist voor veel moeilijkheden had weten te bewaren door zijn goede contacten op het Scholtenhuis. Mensen die reeds naar Duitsland waren getransporteerd hadden door de inspanningen van De Haas weer terug kunnen keren. Het bijzonder gerechtshof vond goede contacten op het Scholtenhuis echter op zichzelf genomen reeds een zware straf waard.
Bij de aanvankelijk opgelegde doodstraf dient te worden bedacht dat De Haas tot degenen behoorde die reeds onmiddellijk na de oorlog met de bijzondere strafrechtspleging te maken kregen. De strafeisen waren voor de eerste lichting  veelal zeer veel hoger dan voor degenen die pas later voor de bijzondere gerechtshoven dienden te verschijnen.

## Palmares
| Nationaal                |    |                                          |
| Kampioen van Nederland   | 1x | 1920                                     |
| Regionaal                |    |                                          |
| Kampioen van het noorden | 7x | 1919, 1920, 1921, 1922, 1923, 1924. 1926 |
| Groninger Dagbladbeker   | 4x | 1919, 1922, 1923, 1925                   |